# Flying P-Liners

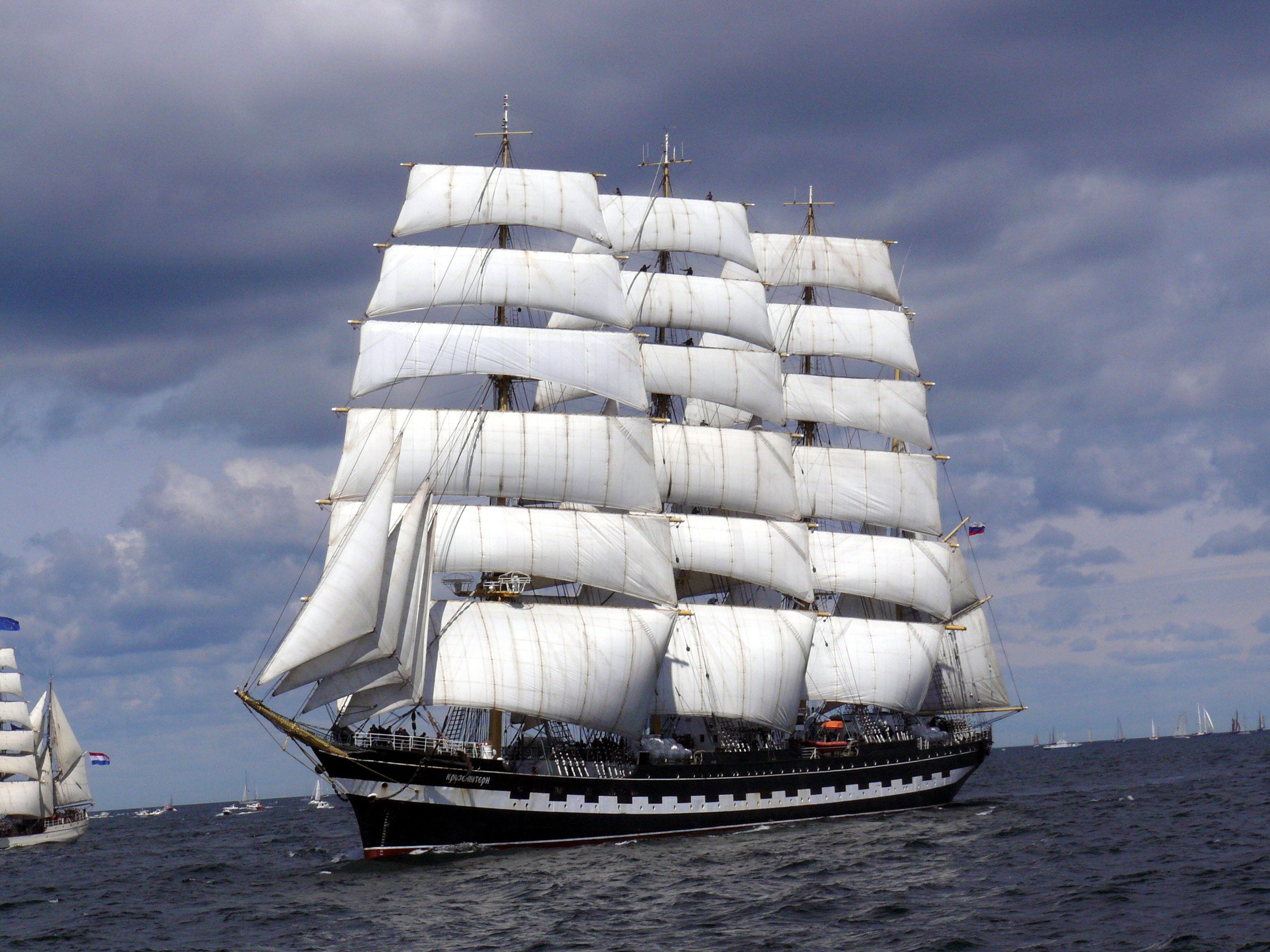
De huidige Kruzenstern liep in 1926 met de naam Padua als laatste P-Liner van stapel en is als enige nog in actieve vaart.

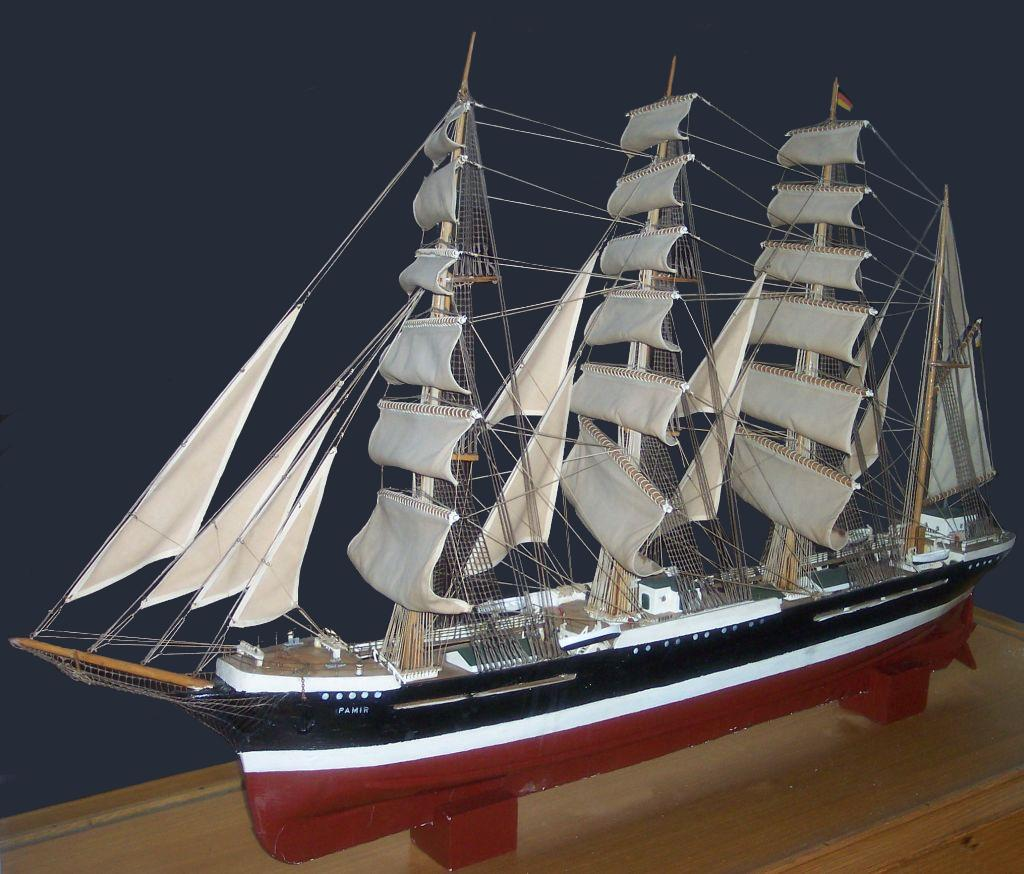
Model van de P-Liner Pamir in de oorspronkelijke kleuren.

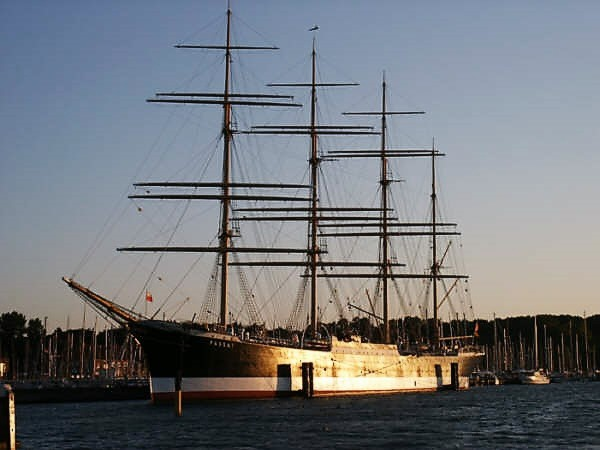
Viermastbark Passat in Lübeck-Travemünde

Flying P-Liners, of kortweg P-Liners, was de naam die zeelieden in het tijdperk van de windjammers uit eerbied gaven aan de zeilschepen van de Hamburgse rederij F. Laeisz (beter bekend onder de afkorting FL). De schepen, waarvan de namen allemaal met een letter 'P' begonnen, waren beroemd om hun snelheid en betrouwbaarheid. Ze waren in de kleuren van de rederij zwart (romp boven de waterlijn), wit (waterlijn) en rood (onder de waterlijn) geschilderd.

## Verklaring van de naam van de Flying P-Liners
De zeilschepen stonden bekend om hun robuustheid en hun snelheid, ongeacht de weersomstandigheden. Hun betrouwbaarheid benaderde die van een lijndienst met stoomschepen. Carl Laeisz stuurde zijn scheepskapiteins steeds op pad met de boodschap: ‘Mijn schepen kunnen en moeten snelle reizen maken!’
Volgens een berekening van het classificatiebureau Veritas uit 1908 ging jaarlijks gemiddeld 3% van alle zeilschepen verloren, terwijl het verliespercentage van de Flying P-Liners slechts 0,9% per jaar bedroeg. FL verloor geen enkele van haar vier- of vijfmasters door eigen schuld: De 'Pitlochry' ging in 1913 verloren na een aanvaring met een stoomboot ten zuiden van het Kanaal, de 'Preußen' in 1910 doordat het strandde na een botsing bij Dover, de 'Pangani' in 1913 in het Kanaal na een aanvaring met een stoomschip (30 doden) en de 'Petschili' in 1919 door stranding in de haven van Valparaiso. In de zaak van de 'Pangani' bleek tijdens een maritieme rechtszaak wel dat de navigatielichten in de nacht van de aanvaring door een ongunstige stand van de zeilen niet zichtbaar waren voor het andere schip dat bij de aanvaring was betrokken.

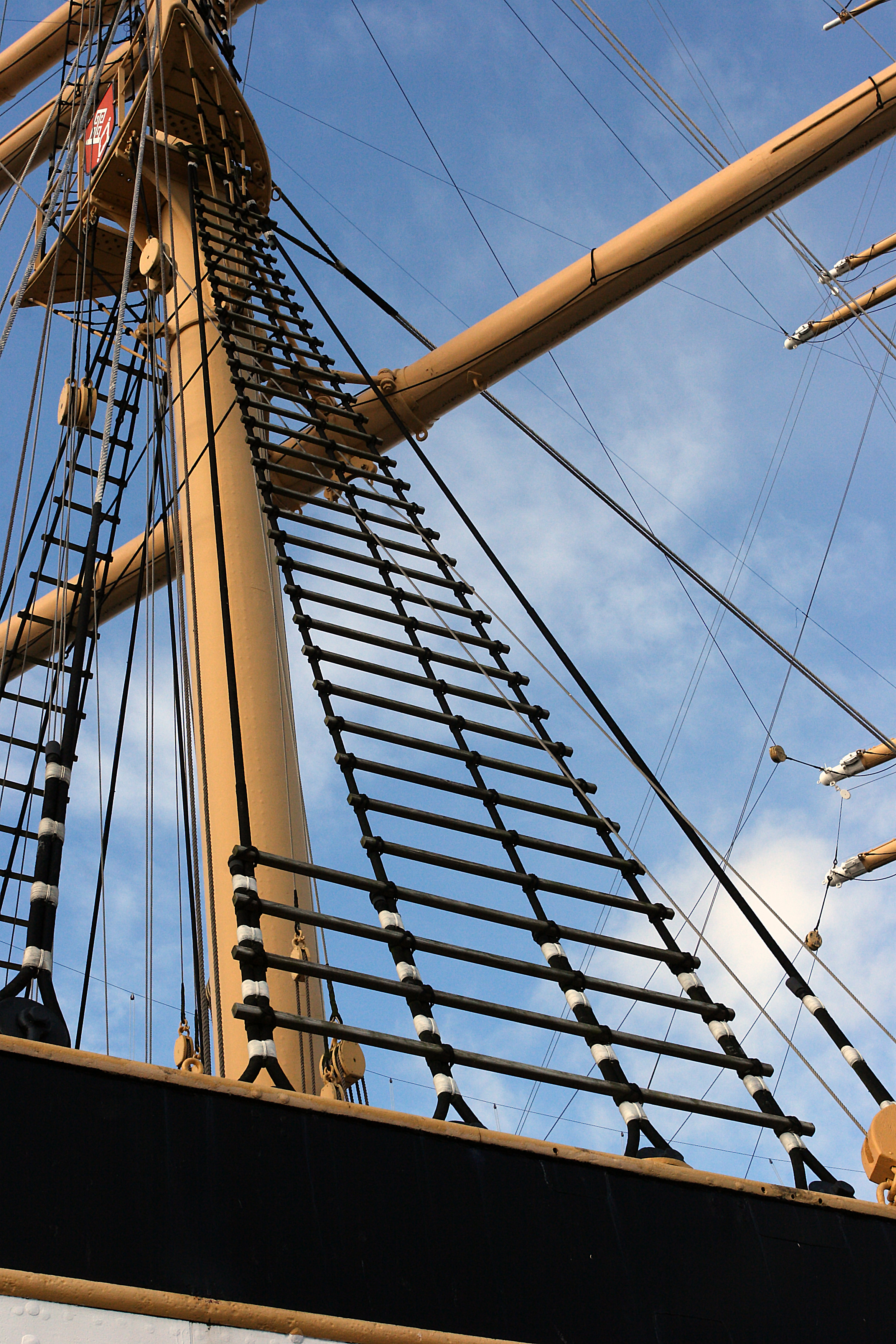
Onderwant met houten sporten aan de grote mast van de Passat

Het succes van het succes van Laeisz-schepen was te danken aan de voortdurende toepassing van de allernieuwste technologie en het gegeven dat de boten veel steviger werden gebouwd dan gebruikelijk was en daarmee de beproevingen van wind en zee goed konden weerstaan. Ook werden alle schepen uitstekend onderhouden. Volgens verslagen rondden Laeisz-schepen Kaap Hoorn soms in hevige storm, terwijl andere schepen beschutting moesten zoeken in afwachting van beter weer. De goede reputatie van de rederij trok bekwame scheepskapiteins aan en door een goede behandeling, verzorging en betaling wist ze de zorgvuldig gekozen bemanning vast te houden. Daarbij kwam een uitstekende organisatie die met plaatselijke vertegenwoordigers in de afgelegen salpeterhavens in Chili voor een vlotte goederenoverslag en verscheping zorgde. Daardoor konden de dure ligdagen in de havens met dagen of zelfs weken verkort worden ten opzichte van de meeste concurrenten. Ook de grote Franse rederij A.D. Bordes & Fils, eveneens bekend om haar mooie en snelle zeilschepen, ging op deze wijze te werk.
Bovendien werden in elk geval vanaf de tijd van de beroemde windjammer-kapitein Robert Hilgendorf, die al vroeg gebruik maakte van de werken van oceanograaf Matthew Fontaine Maury ('Wind- en zeestromenkaart van de Noord-Atlantische Oceaan, zeilaanwijzingen'), alle beschikbare gegevens, vooral de waarnemingen van de Duitse kapiteins over wind en zeestromen op de route, centraal verzameld, geanalyseerd en aldus verbeterd en verfijnd. Zo kon Hilgendorf, die als 'Flying German' of 'Teufel von Hamburg' (Duivel van Hamburg) de bekendste scheepskapitein van de Laeisz-zeilvloot werd, als eerste kapitein van de legendarische vijfmastbark 'Potosi' talrijke vaarrecords vestigen. Later zette de grote bark ook onder andere kapiteins uitstekende prestaties neer. Zo legde ze de tocht van Chili naar Engeland, langs Kaap Hoorn, in 1904 in een recordtijd van 57 dagen af. Voor dezelfde route in de andere richting had het zeilschip in 1905 59 dagen nodig. Tussen 1896 en 1914 had de 'Potosi' voor geen enkele van haar 22 Chili-reizen meer dan 86 dagen nodig.

## De historie van de Flying P-Liners

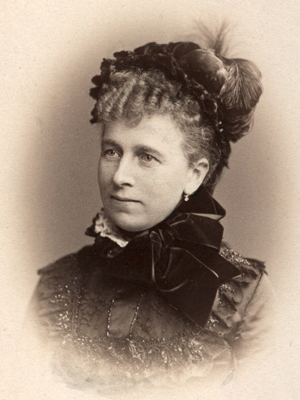
Sophie Laeisz

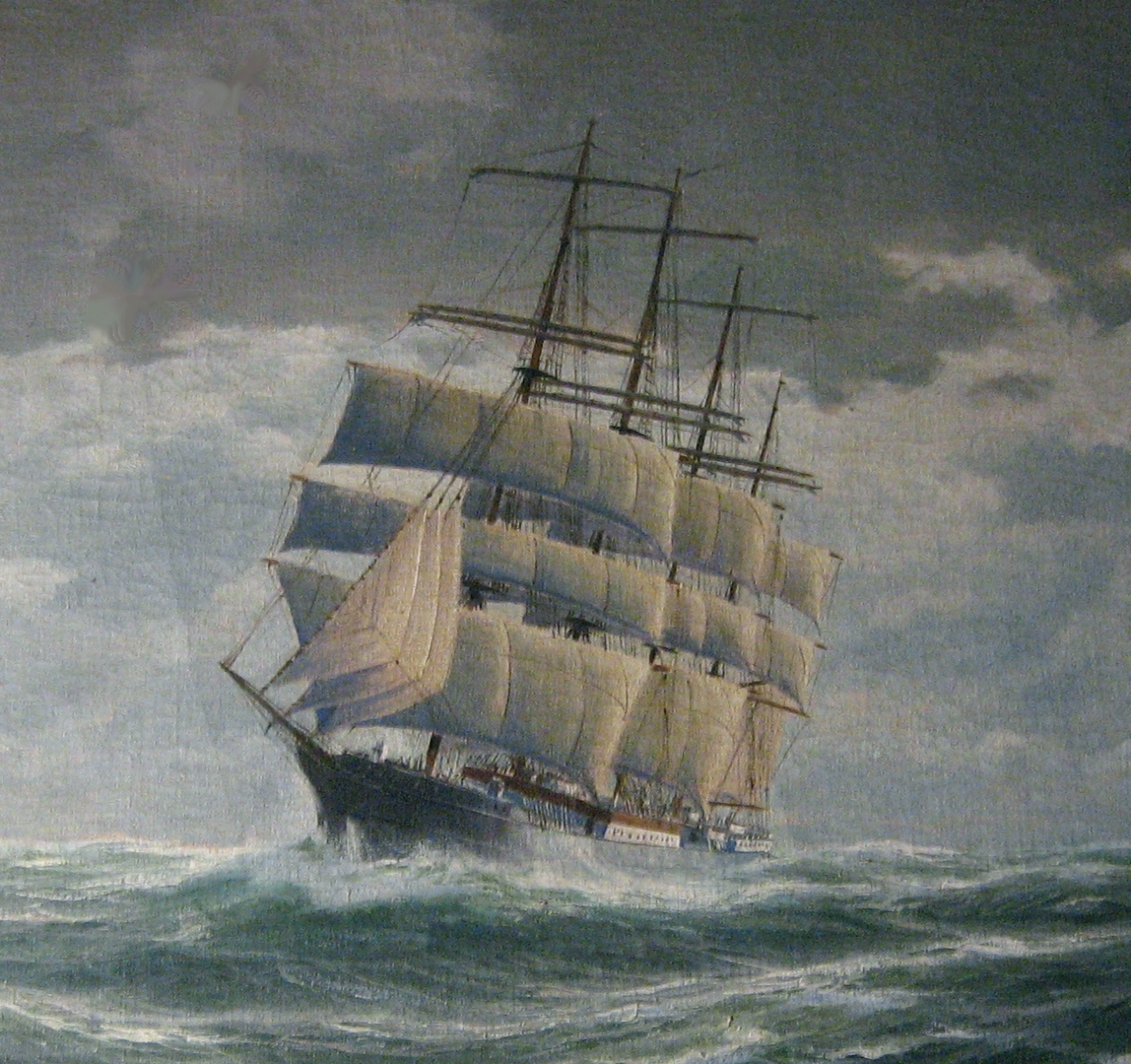
Viermastbark Peking, tot 2016 museumschip in New York, sinds augustus 2017 voor restauratie in de Peters scheepswerf in Wewelsfleth in Duitsland

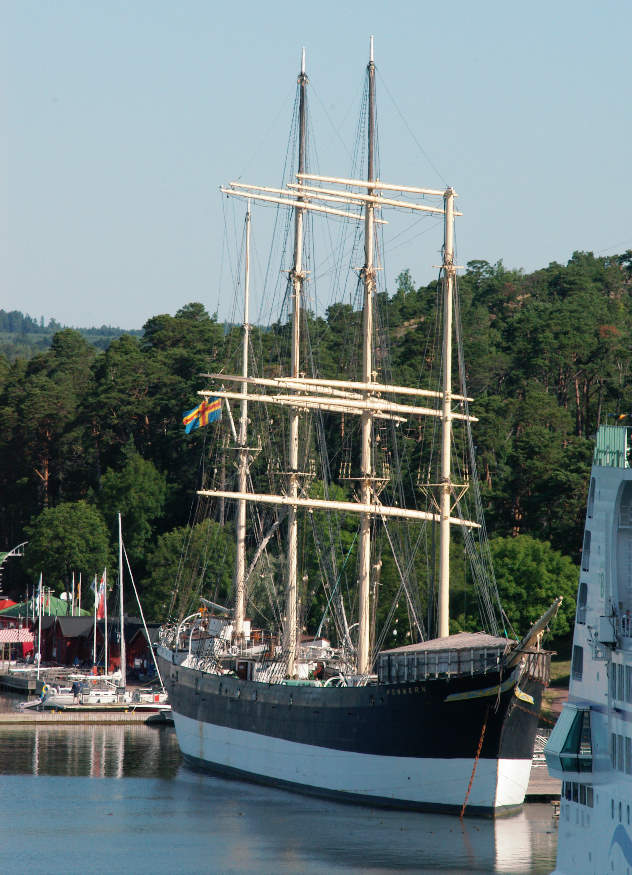
Viermastbark Pommern, tegenwoordig museumschip in Mariehamn, Åland.

In 1839 kocht Ferdinand Laeisz het eerste schip, een brik die hij naar zijn zoon Carl vernoemde. Na problemen met het zeilschip werden pas vanaf 1853 weer eigen schepen gebruikt, toen Carl Laeisz tot het bedrijf toetrad.
In 1857 kreeg een in opdracht van F. Laeisz gebouwde bark de naam ‘Pudel’ (‘Poedel’), naar de bijnaam van redersvrouw Sophie Laeisz (1838-1912) vanwege haar opvallende krullende haar. Vanaf dat moment kregen alle zeilschepen van FL een naam die met de letter P begon. Het laatste Laeisz-zeilschip zonder een dergelijke naam was de bark Henriette Behn, die in 1885 voor de kust van Mexico aan de grond liep. In totaal droegen 66 van de 86 zeilschepen in de geschiedenis van FL een naam die met een P begon.
De opvolgers Carl Laeisz en Carl Ferdinand Laeisz behoorden tot de laatste reders die zeilschepen voor vrachtvervoer gebruikten en daarmee zeer succesvol waren. De rederij gebruikte haar schepen voornamelijk voor het transport van salpeter vanuit Chili via Kaap Hoorn naar Europa. Op de heenreis werden industriële goederen van Europa naar Chili vervoerd, of werd alleen met ballast gevaren.
De rederij Laeisz geloofde dat stalen zeilschepen de toekomst waren en experimenteerde met vijfmasters. De eerste was de vijfmastbark Potosi uit 1895. Het vijfmastvolschip Preußen moest in 1902 het prototype voor het zeilschip van de toekomst worden, maar dat pakte niet goed uit. De kapiteins en de bemanning konden niet aan het schip wennen en 8000 ton vracht voor de heenreis naar de afgelegen havens was nauwelijks bijeen te krijgen. Een jaar voordat de Preußen in 1910 in het Kanaal bij Dover verloren ging, had Laeisz al opdracht gegeven voor de bouw van twee schepen, die beiden nog maar half zo groot waren: de Peking en de Passat. Deze viermastbarken leken qua grootte en type het meest geschikt voor het salpetertransport en dienden als model voor toekomstige schepen.
Tijdens de Eerste Wereldoorlog werden veel P-Liners bij aankomst in Chili aan de ketting gelegd (de Pamir bereikte nog de haven van Santa Cruz de la Palma op het Canarische eiland La Palma) en moesten daarna als herstelbetaling aan de geallieerden worden afgestaan. De confiscatie in Chili bleek echter een geluk te zijn: de geallieerden stonden de rederijen aan het einde van de oorlog toe om op de terugvaart naar Europa voor eigen rekening vracht mee te nemen, voordat ze de schepen moesten afstaan. De ladingen salpeter waren zo winstgevend, dat F. Laeisz met de opbrengst de meeste schepen direct weer terug kon kopen. Daar kwam nog eens bij dat de ontvangende landen niet veel met de grote zeilschepen aankonden, omdat de kennis over grote zeilschepen daar al grotendeels verloren was gegaan. F. Laeisz bleef echter geloven in een toekomst voor de zeilschepen op lange afstanden en voor het vervoer van goederen waarvoor de transporttijden van ondergeschikt belang waren aan de transportkosten. De onderneming kocht zijn schepen voor een gunstige prijs terug en liet zelfs nieuwe bouwen. Het laatste schip was de Padua (de huidige Kruzenstern). Ze liep in 1926 bij de Joh.C. Tecklenborg-scheepswerf van stapel en zou het allerlaatste grote zeilschip zijn dat uitsluitend voor vrachtvervoer was gebouwd.
In 1931 exploiteerde Laeisz voor het transport van salpeter nog een vloot van zes zeilschepen, die toen al de aandacht trokken van journalisten en schrijvers (bijv. Alan Villiers en Irving Johnson). De gevolgen van de wereldwijde economische crisis troffen de rederij echter hard en het vrachtvervoer met zeilschepen werd steeds minder winstgevend. In de jaren dertig van de twintigste eeuw verkocht Laeisz daarom meerdere schepen - waaronder de Pamir in 1931 en de Passat in 1932 - aan de Finse reder Gustaf Erikson. Hij gebruikte nog enkele jaren windjammers, waaronder veel P-Liners, voor vrachtvervoer.
Aan het begin van de Tweede Wereldoorlog bezat Laeisz nog slechts twee windjammers. In 1941 werd de Priwall in Chili geconfisqueerd, vervolgens aan het Zuid-Amerikaanse land geschonken en omgedoopt tot de Lautaro. Een brand in de lading verwoestte het schip in 1945. De laatste Flying P-Liner, de Padua, ging in 1946 als herstelbetaling naar de Sovjet-Unie en vaart sindsdien als het opleidingsschip Kruzenstern onder Sovjet- of Russische vlag. Na het einde van de oorlog begon FL opnieuw met de twee viskotters Plisch en Plum, die van drie hulpzeilen voorzien waren. FL richtte zich vervolgens volledig op de gemotoriseerde scheepvaart en kocht geen enkel zeilschip terug. Het tijdperk van de Flying P-Liner was definitief voorbij.
Slechts vier Laeisz-windjammers zijn tot op heden bewaard gebleven (zie hieronder het overzicht van bewaard gebleven Flying P-Liners). Naast hun legendarische reputatie is van de Flying P-Liners bij rederij F. Laeisz de traditie behouden gebleven om de namen van hun schepen meestal met de letter P te laten beginnen. Bijna al hun containerschepen en bulkcarriers hebben tegenwoordig (peildatum 2008) dergelijke namen. De enige uitzondering zijn vier containerschepen die in 2001 en 2002 zijn gebouwd en dubbele namen hebben: de eerste helft van de naam is Hanjin, gevolgd door een tweede naam die begint met de letter P. (bijv. Hanjin Pretoria).

## Overzicht van Flying P-Liners

### Bewaard gebleven Flying P-Liners
Vier Flying P-Liners zijn bewaard gebleven:
- 'Pommern ex Mneme', viermastbark, museumschip in Mariehamn (Finland)
- 'Peking', viermastbark → Arethusa, H.M.S. Peking, sinds 1974 weer Peking, tot 2016 museumschip in New York, vanaf 2017 in restauratie. Moet in 2020 in het Hafenmuseum Hamburg tentoongesteld worden.[5]
- 'Passat', viermastbark, museumschip in Travemünde
- 'Padua', viermastbark, tegenwoordig in gebruik als Russisch opleidingschip 'Kruzenstern'

### Overzicht van alle Flying P-Liners
In totaal zijn 83 Flying P-Liners gebouwd:
- 'Carl', houten brik
- 'Sophie & Friedericke ex Gladiator', houten schoener
- 'Adolph', houten brik
- 'Pudel', houten bark, was in 1857 het eerste schip waarvan de naam met de letter P begon.
- 'Schiller' (1855), houten brik
- 'Pacific', houten brik
- 'India', houten bark
- 'Costa Rica', houten bark
- 'Republic', houten bark
- 'Neptun', houten bark
- 'Peru,' houten brik
- 'Panama ex Marbs', houten bark
- 'Persia', houten bark
- 'Louis Kniffler ex Cecilia', houten bark
- 'Patria', houten bark
- 'Princess', houten brik
- 'Perle', houten bark
- 'Los Hermanos ex North Point', houten brik
- 'Papa', houten bark
- 'Pyrmont', houten bark
- 'Carolina', houten bark
- 'Don Julio', houten bark
- 'Henrique Teodoro', houten bark
- 'Mercedes', houten bark
- 'Ricardo', houten bark
- 'Rosa y Isabel', houten bark
- 'Panama', houten bark
- 'Professor ex Flottbek', bark van ijzer
- 'Hunsingo', houten bark
- 'Patagonia', houten bark
- 'Pacha ex Isabellita', houten bark
- 'Polynesia' (1874), volschip van ijzer
- 'Henriette Behn', houten bark
- 'Paladin', houten bark
- 'Pandur', houten bark
- 'Paradox', houten bark
- 'Parnass', houten bark
- 'Poncho ex Weymouth', bark van ijzer
- 'Pluto ex Aminta', volschip van ijzer
- 'Paquita ex Irma ex Maggie Leslie', bark van ijzer
- 'Pavian ex Tiverton', bark van ijzer
- 'Parsifal', bark van ijzer
- 'Puck ex Peep O'Day', bark van ijzer
- 'Pirat', bark van ijzer
- 'Pestalozzi', bark van ijzer
- 'Plus', bark van ijzer
- 'Potrimpos', bark van ijzer
- 'Prompt' (1887), stalen bark (het eerste Duitse tallship van staal)
- 'Pamelia' bark van staal
- 'Pergamon', bark van staal
- 'Potsdam', brak van staal
- 'Paposo', bark van ijzer
- 'Palmyra', volschip van staal (alle onderstaande zeilschepen zijn van staal)
- 'Parchim', volschip
- 'Pera', volschip
- 'Pampa', volschip

- 'Posen' (1902) ex 'Preußen' (I), volschip

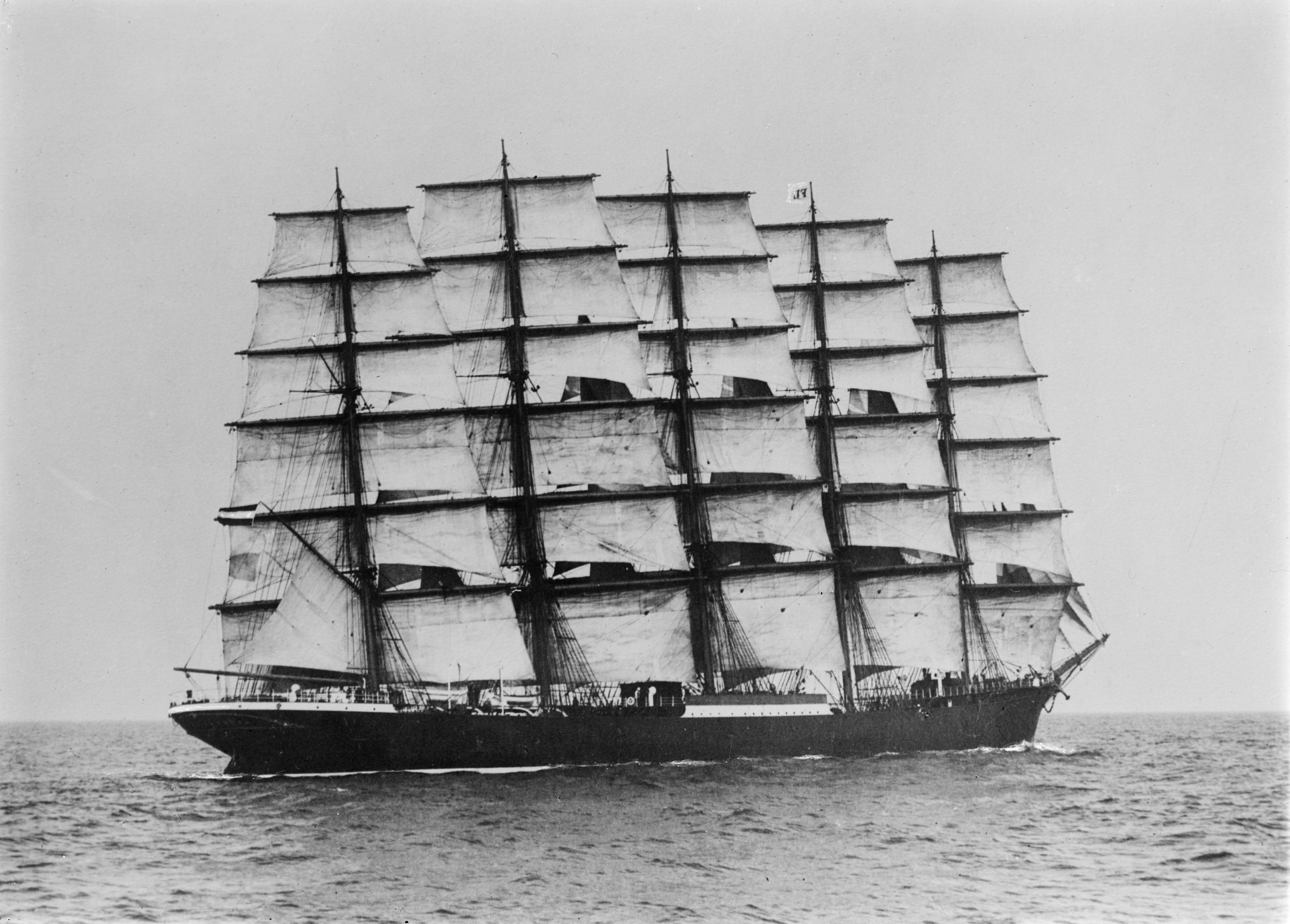
De Preußen onder vol zeil.

- 'Placilla', viermastbark (1892–1905), → 'Optima' (gestrand op 'Haisborough Sands' zandbank voor de Engelse kust)
- 'Pisagua', viermastbark (1892–1913, onder Noorse vlag bij de Shetlandeilanden gestrand)
- 'Pitlochry', viermastbark (1894–1913, na aanvaring met stoomschip ten zuiden van het Kanaal gezonken)
- 'Potosi', vijfmastbark (1895–1925), → 'Flora' (als uitgebrand, drijvend wrak bij Patagonië tot zinken gebracht)
- 'Persimmon ex Drumrock', viermastbark, → Helwig Vinnen → Allen Dollar → Drumrock
- 'Preußen', vijfmastvolschip (1902–1910)
- 'Pangani', viermastbark (1903–1913, in Het Kanaal door stoomschip geramd en gezonken, 30 doden)
- 'Petschili', Viermastbark (bij een storm gestrand bij Chili door een gebroken ankerketting)
- 'Pamir', viermastbark (1905–1957, als opleidingsschip in een orkaan vergaan)
- 'Pommern' (zie boven)
- 'Peiho ex Argo ex Brynymor', volschip
- 'Pirna ex Osorno ex Beethoven', volschip
- 'Pinnas ex Fitzjames', volschip
- 'Ponape ex Regina Elena', viermastbark, → Bellhouse → Ponape
- 'Penang ex Albert Rickmers', bark
- 'Peking' (zie boven)
- 'Passat' (zie boven)
- 'Perim ex Radiant', bark
- 'Pelikan ex Dione', volschip
- 'Parma ex Arrow', viermastbark
- 'Pinguin ex Erasmo', viermastbark, → Weser → Jacobsen
- 'Perkeo ex Brilliant', viermastbark, → Bell (grootste viermastbark ooit gebouwd, 3.765 BRT)
- 'Pola', viermastbark (nooit onder de vlag van FL gevaren, als herstelbetaling in 1919/1920 aan Frankrijk overgedragen; → 'Richelieu' (1924), in 1927 in Baltimore uitgebrand)
- 'Priwall', viermastbark, → 'Lautaro' (in 1945 na een brand voor de kust van Peru ontploft)
- 'Pellworm ex Faith ex Maréchal Suchet', volschip, → Hein Godenwind (woon- en jeugdhotelschip), in 1944 in het Koerse Haf tot zinken gebracht)
- 'Padua' (zie boven)